# Supermarket Income REIT
Supermarket Income REIT és una societat d'inversió immobiliària del Regne Unit que inverteix en immobles comercials i té una gran cartera d'edificis de supermercats. Està estructurat com un fons d'inversió immobiliària (FII) i cotitza a la Borsa de Londres com a component de l'índex FTSE 250.

## Història
La societat sortí a la Borsa de Londres el juliol del 2017 i feu servir els fons obtinguts per adquirir tot un seguit de supermercats. Té les principals cadenes de supermercats del país com a llogaters. Juntament amb el seu soci en una aliança d'empreses, British Airways Pension Trustees, adquirí a British Land la seva participació del 25,5% en una cartera de supermercats el maig del 2020. Posteriorment, adquirí un gran supermercat al poble anglès de Newmarket el juliol del 2020, seguit per un altre a Bracknell el setembre del 2020, dos supermercats, l'un a Melksham i l'altre a Winchester, el gener del 2021, cinc supermercats al nord-oest d'Anglaterra el setembre del 2021, un supermercat a Cannock el desembre del 2021 i un supermercat a Cwmbran el gener del 2022.
El setembre del 2021, Sainsbury's exercí la seva opció de compra de tretze magatzems que ocupava a la societat i British Airways Pension Trustees, seguides per unes altres vuit el gener del 2022. La societat reuní uns altres 175 milions de lliures esterlines per adquirir supermercats l'abril del 2022.
L'abril 2022, l'empresa havia reunit fons nou vegades per ampliar la seva cartera de supermercats i era propietària directa de 41 supermercats. Així mateix, era copropietària d'uns altres 26 supermercats amb British Airways Pension Trustees.

## Operacions
La societat s'especialitza en supermercats. El 30 de juny del 2022 tenia una cartera valorada en 1.800 milions de lliures. Treballa amb la consultoria Atrato Capital en tots els aspectes de les seves operacions. És un dels pocs fons d'inversió immobiliària creats al Regne Unit i l'únic especialitzat en supermercats. El mercat britànic de FII és molt menys madur que l'estatunidenc. Segons analistes de S&P Global Ratings, «ha de créixer molt» i assolir «un grau més alt d'especialització».